# Udupi-Küche

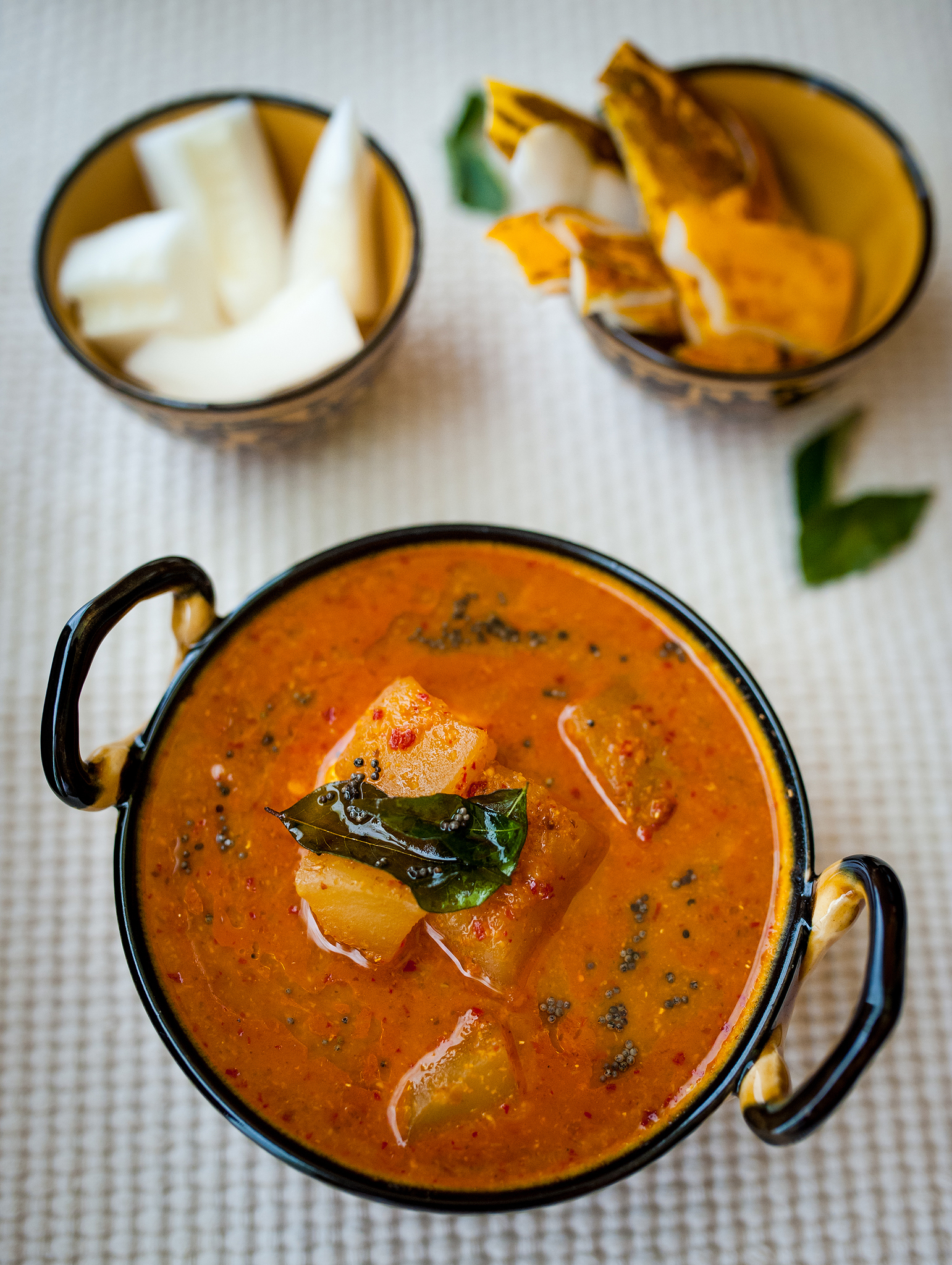
Ein typisches Gericht der Udupi Cuisine: Puli Kodel aus Wachskürbis und Kokosnuss

Die Udupi-Küche beziehungsweise englisch Udupi Cuisine (Kannada: ಉಡುಪಿ ಖಾದ್ಯಶೈಲಿ) umfasst, als Teil der indischen Küche, eine Kochtradition des südindischen Bundesstaates Karnataka. Als Ursprungsort der Küche gilt die namensgebende Stadt Udupi im Südwesten Karnatakas.

## Merkmale
Charakteristisch für die Udupi-Küche sind rein vegetarische Zutaten, die nach der Satvik-Tradition strenggenommen Zwiebeln, Knoblauch, Fleisch, Fisch und Krustentiere ausschließen. Folglich handelt es sich bei den Hauptzutaten um Getreide, Hülsenfrüchte, Gemüse und Früchte.  An Gemüse sind vor allem Kürbisse, Gurken, Yamswurzeln und Bohnen verbreitet, an Früchten Mangos, Jackfrüchte und (Koch-)Bananen. Darüber hinaus findet neben Kokosnüssen die Tamarinde häufige Verwendung. Typische Gewürze sind unter anderem schwarze Senfsamen und rote Chillis. Der unraffinierte Palmzucker Jaggery verleiht vielen Zubereitungen ihre Süße. Auch pikante Chutneys und süßlich saure Pickles sind fester Bestandteil der Küche, genauso wie Buttermilch. Traditionell werden die Mahlzeiten auf Bananenblättern serviert.

## Typische Zubereitungen
Reis mit Rasam oder Sambar, genannt Saaru und Koddelu, sind die grundlegenden Gerichte der Udupi-Küche, wozu der Linsensalat Kosambari eine typische Beilage ist. Das wohl berühmteste Gericht der Küche ist jedoch Masala Dosa, ein knuspriger Pfannkuchen mit würziger Kartoffelfüllung. Weitere Zubereitungen sind beispielsweise der Linsenreis Bisi Bele Bath, gedämpfte Rava Idli und Upma aus geröstetem Weizengrieß. Traditionelle Süßspeisen sind der Reispudding Paal Payasam und das gefüllte Fladenbrot Holige.